# C16H22O3
化学式C16H22O3（摩尔质量：262.34 g/mol）可能指：
- 胡莫柳酯，CAS号：118-56-9
- 维丽素，CAS号：59684-36-5

|  | 这个同类索引页列出了具有相同分子式的化学物（即同分異構體）条目。 除非您是有意链接至本页，否则应将相应条目的内部链接指向正确的条目。 |